# 片平哲也
片平 哲也（かたひら てつや、1967年10月3日 - ）は、福島県会津若松市 出身の元プロ野球選手（外野手、投手）。

## 来歴・人物
銚子商業高では、3年次の1985年に同期の大川隆と投の二本柱を組み、同年の夏の選手権に出場する。本戦の1回戦では、自身が先発を務め、大川は1番・中堅手として出場するが、この大会で準優勝した宇部商業高の田上昌徳（新日本製鐵光）に抑えられ敗退した。真上から投げ下ろす速球は威力があり、前評判は高かったが制球難が災いした。またこの試合で着用したキャップのサイズが全く合わず、投球のたびにマウンドに落下。これを見かねた球審の西大立目永から「ゴムひもでも付けときなさい！」と叱責される場面もあった。
1985年のプロ野球ドラフト会議で中日ドラゴンズから投手として2位指名を受け入団した。高校同期の大川は横浜大洋ホエールズから3位指名を受けた。
プロ2年目の1987年から外野手に転向し、同年に一軍初出場を果たす。同年はシーズン終盤の6試合に左翼手として先発出場。同年は打率.393を記録し大きく期待されるが、その後は伸び悩む。
1988年11月、片岡光宏・斉藤浩行との2対2の交換トレードで、本村信吾と共に広島東洋カープに移籍。1989年はMLBのマイナーリーグ1Aのペニンシュラ・パイロッツに野球留学した。1991年にはシーズン途中から投手に再転向するが、一軍登板機会はなく翌年限りで現役引退。

## 詳細情報

### 年度別打撃成績
| 年 度     | 球 団     | 試 合 | 打 席 | 打 数 | 得 点 | 安 打 | 二 塁 打 | 三 塁 打 | 本 塁 打 | 塁 打 | 打 点 | 盗 塁 | 盗 塁 死 | 犠 打 | 犠 飛 | 四 球 | 敬 遠 | 死 球 | 三 振 | 併 殺 打 | 打 率 | 出 塁 率 | 長 打 率 | O P S |
| --------- | --------- | ----- | ----- | ----- | ----- | ----- | -------- | -------- | -------- | ----- | ----- | ----- | -------- | ----- | ----- | ----- | ----- | ----- | ----- | -------- | ----- | -------- | -------- | ----- |
| 1987      | 中日      | 12    | 32    | 28    | 4     | 11    | 2        | 0        | 1        | 16    | 10    | 0     | 1        | 1     | 1     | 1     | 0     | 1     | 7     | 0        | .393  | .419     | .571     | .991  |
| 1988      | 中日      | 5     | 3     | 3     | 0     | 1     | 0        | 0        | 0        | 1     | 0     | 0     | 0        | 0     | 0     | 0     | 0     | 0     | 0     | 0        | .333  | .333     | .333     | .666  |
| 1990      | 広島      | 11    | 13    | 13    | 1     | 3     | 0        | 0        | 0        | 3     | 1     | 0     | 0        | 0     | 0     | 0     | 0     | 0     | 4     | 1        | .231  | .231     | .231     | .462  |
| 通算：3年 | 通算：3年 | 28    | 48    | 44    | 5     | 15    | 2        | 0        | 1        | 20    | 11    | 0     | 1        | 1     | 1     | 1     | 0     | 1     | 11    | 1        | .341  | .362     | .455     | .816  |

### 記録
- 初出場：1987年9月27日、ヤクルトスワローズ戦（ナゴヤ球場）、7回に郭源治の代打で出場、宮本賢治から四球
- 初打点：1987年9月28日、ヤクルトスワローズ戦（ナゴヤ球場）、8回に荒木大輔から左犠飛
- 初先発出場：1987年10月3日　広島東洋カープ24回戦（広島市民球場）、8番・左翼手
- 初安打：1987年10月7日、阪神タイガース戦（阪神甲子園球場）、キーオから単打
- 初本塁打：1987年10月11日、ヤクルトスワローズ戦（ナゴヤ球場）、6回に中本茂樹から左越ソロ

### 背番号
- 43 （1986年 - 1988年）
- 31 （1989年 - 1991年）
- 57 （1992年）